# Tuohipöllö
Tuohipöllö är en ö i Finland. Den ligger i Finska viken och i kommunen Kotka i den ekonomiska regionen  Kotka-Fredrikshamn i landskapet Kymmenedalen, i den södra delen av landet. Ön ligger nära Kotka och omkring 110 kilometer öster om Helsingfors. 
Öns area är 3,8 hektar och dess största längd är 240 meter i nord-sydlig riktning. Närmaste större samhälle är Kotka, 3,5 km norr om Tuohipöllö.